# Pantheon (Achterbahn)
Pantheon ist eine Stahlachterbahn in Busch Gardens Williamsburg in Williamsburg, Virginia, USA. Sie wurde von der Intamin AG gebaut.  In der Thematisierung geht es um das Römische Reich und die Gottheiten Jupiter, Merkur, Minerva, Neptun und Pluto. Pantheon bricht außerdem den Geschwindigkeitsrekord für Multi-Launch-Coaster, den vorher Taron im Phantasialand hielt.

## Geschichte
Ursprünglich hatte Pantheon den Decknamen „Project Madrid“, welcher jedoch zu „Project MMXX“ geändert wurde. Die Achterbahn war anfänglich mit einer maximalen Höhe von 96 m (315 ft) geplant und hatte bereits eine Baugenehmigung für diese Höhe.
Der erste Antrag für den Bau wurde im Februar 2019 eingereicht. Am 30. Juli 2019 fand im globe theater des Parks die offizielle Ankündigung von Pantheon statt. Sie wurde live auf die Facebook-Seite von Busch Gardens Williamsburg übertragen. Vor der Ankündigung gab es allerdings bereits einige Teaser in den Sozialen Medien.
Im Oktober 2019 begann der eigentliche Bau der Achterbahn.

## Fahrt
Das Layout beinhaltet vier LSM-Launches, fünf Airtime-Hügel und einen 95° steilen Drop. Die 55 Meter (180 ft) hohe Achterbahn hat zwei Inversionen und eine Höchstgeschwindigkeit von 117 km/h (73 mph). Vor dem Top-Hat kommt es zu einem beabsichtigten Roll-Back, bei dem zwei LSM-Launches rückwärts überfahren werden und der Zug über eine Weiche rückwärts einen Turm hinaufrollt, um die LSM schließlich ein drittes Mal zu passieren.